# 47 Dywizja Strzelecka (ZSRR)
47 Dywizja Strzelecka (ros. 47-я стрелковая дивизия) – związek taktyczny piechoty Armii Czerwonej.
Sformowana w 1922 jako Gruzińska Dywizja Strzelecka.
W czerwcu 1941 roku w składzie wojsk Okręgu Odeskiego.
Powtórnie sformowana w 1942 na bazie 21 Szkolnej Brygady Strzeleckiej.

## Struktura organizacyjna
- 145 Pułk Strzelecki (do 28.12.1941)
- 148 Pułk Strzelecki
- 334 Pułk Strzelecki
- 353 Pułk Strzelecki
- 206 Pułk Artylerii Lekkiej
- 559 Pułk Artylerii Haubic
- 113 dywizjon artylerii przeciwpancernej
- 499 dywizjon artylerii przeciwlotniczej
- 102 batalion saperów
- 214 batalion łączności